# گئورگ اچ. اشنل
گئورگ اچ. اشنل (آلمانی: Georg H. Schnell؛‏ ۱۱ آوریل ۱۸۷۸ – ۳۱ مارس ۱۹۵۱) یک هنرپیشه اهل آلمان بود.

## گزیده فیلمشناسی
از فیلم‌ها یا برنامه‌های تلویزیونی که وی در آن نقش داشته‌است می‌توان به آثار زیر اشاره کرد.
- خانم جولی (۱۹۲۲)
- پلژر گاردن (۱۹۲۵)
- ویلیام تل (فیلم ۱۹۳۴) (۱۹۳۴)
- مادام بوواری (فیلم ۱۹۳۷) (۱۹۳۷)
- عشق بزرگ و کوچک (۱۹۳۸)
- نوسفراتو